# ویتامین ث (ترانه)
«ویتامین ث» یا «ویتامین سی» (به انگلیسی: Vitamin C) ترانه‌ای از کَن، گروه موسیقی کراوت‌راک آلمانی است که سال ۱۹۷۲ در آلبوم بامیه اژه منتشر شد. این ترانه به‌خاطر خط بیس پررنگ، سازهای کوبه‌ای پرتحرک و کُر جذابش مشهور است و همچنین به خاطر خط تکرارشونده‌ای که در آن دامو سوزوکی می‌خوانَد: «هی، تو! تو داری 'ویتامین ث'ت رو از دست می‌دی» (Hey you! You're losing your Vitamin C).
«ویتامین ث» تا کنون در فیلم‌ها و مجموعه‌های تلویزیونی گوناگونی مورد استفاده قرار گرفته که از میان آنها می‌توان کبوتر مرده در خیابان بتهوون (۱۹۷۳) اثر سام فولر، خباثت ذاتی (۲۰۱۴) اثر پل توماس اندرسن و سریال The Get Down را نام برد. همچنین گروه آنکل نسخهٔ ریمکسی هشت‌دقیقه‌ای از ترانه در سال ۱۹۹۷ منتشر کرد که در آلبوم ریمیکس گروه کن با عنوان توهین به مقدسات (Sacrilege) از گروه کن قرار گرفت.